# Affaire Carlsen contre Niemann
L'affaire Carlsen contre Niemann est une affaire entre le champion du monde d'échecs Magnus Carlsen (détenteur de nombreux records, et souvent considéré comme un des meilleurs joueurs de l'histoire) et un jeune grand maître international en forte progression sur les deux années précédentes, Hans Niemann, âgé alors de 19 ans.
Le 4 septembre 2022, lors de la troisième ronde (manche), en partie classique (cadence longue), du prestigieux tournoi d'échecs de la Coupe Sinquefield (dernière épreuve du Grand Chess Tour 2022), Niemann crée la surprise en s'imposant avec les pièces noires face à Magnus Carlsen. Ce dernier se retire alors le lendemain du tournoi en laissant entendre sur Twitter une accusation implicite de triche envers son adversaire,.
Cette réaction inédite de Carlsen provoque de très nombreuses réactions parmi les joueurs et les commentateurs des échecs, accélère le bannissement de Hans Niemann du tournoi en ligne Chess.com Global Championship 2022 et du site Chess.com, déclenche l'ouverture de plusieurs enquêtes officielles et officieuses sur les parties précédentes de Niemann (aussi bien en ligne que sur échiquier), ainsi qu'un débat public sur les antécédents, les techniques et les conséquences possibles de la triche aux échecs. Certains commentateurs ont soutenu et approuvé les soupçons de Carlsen, tandis que d'autres ont critiqué son retrait du tournoi et le manque de preuves étayant ses accusations ; parmi ces derniers, certains ont exprimé la conviction que Niemann n'avait pas triché dans sa partie contre Carlsen en raison des erreurs qu'il a commises. L'ensemble des commentateurs a exprimé le souhait de contrôles plus stricts et plus fiables de la tricherie dans les tournois d'échecs.
Aucune preuve de tricherie n'a pu être apportée par Carlsen (ni, à ce stade, par d'autres analystes) lors de la partie qui l'a opposé à Niemann. Cependant, Niemann a avoué avoir triché lors de parties en ligne quand il était mineur (à 12 et 16 ans). De plus, de nombreux éléments de preuve ont été apportés par différents analystes (notamment ceux de Chess.com dans un long rapport détaillé) pour étayer de potentielles tricheries de Niemann avant 2021 (jusqu'à plus de 100 fois sur le site Chess.com, en particulier lors de parties avec une dotation monétaire en jeu).
Le 20 octobre 2022, Hans Niemann porte plainte devant un tribunal du Missouri contre Magnus Carlsen, Hikaru Nakamura et le site Internet Chess.com pour avoir « détruit [sa] remarquable carrière », mais la justice américaine rejette les plaintes fin juin 2023. Un accord entre Niemann, Carlsen et Chess.com est annoncé en août 2023 au terme duquel Niemann peut de nouveau jouer sur la plateforme Chess.com.
En septembre 2023, Hans Niemann est de nouveau accusé par Vladimir Kramnik.
En décembre 2023, Magnus Carlsen est condamné par la FIDE à une amende de 10 000 euros pour avoir abandonné le tournoi de la Sinquefield Cup 2022 de manière prématurée et injustifiée, mais est jugé non-coupable des accusations de tricherie qu'il avait insinuées à l'égard de Hans Niemann.

## Réactions publiques

### Premières réactions de grands maîtres internationaux
Ce retrait provoque de nombreuses réactions négatives envers Niemann. En particulier, l'Américain Hikaru Nakamura, sur son stream Twitch, rappelle qu'Hans Niemann a déjà triché dans le passé sur le site Internet Chess.com. Le candidat au championnat du monde d'échecs 2023 Ian Nepomniachtchi affirme que la partie jouée entre Magnus Carlsen et Hans Niemann était « plus qu'impressionnante » de la part de ce dernier. Alexeï Chirov l'accuse d'avoir triché pour obtenir le titre de grand maître international.
À l'opposé, plusieurs grands maitres internationaux, comme Levon Aronian, Aleksandr Grichtchouk ou Maxime Vachier-Lagrave, champion du monde de blitz, défendent la présomption d'innocence de Niemann et dénoncent une « chasse aux sorcières » insuffisamment étayée,.

### Déni initial de Hans Niemann
Le 7 septembre, dans une longue interview au cours du tournoi, Hans Niemann admet avoir déjà triché lors de parties en ligne sur le site Chess.com, en blitz, quand il avait 12 ans lors d'un tournoi rémunéré (Titled Tuesday), puis à 16 ans lors d'une partie sans enjeu, et réfute toute tricherie lors de parties jouées sur échiquier,.

### Accusation de Magnus Carlsen
Le 26 septembre, Magnus Carlsen accuse clairement Niemann de triche dans une lettre ouverte, sans toutefois en apporter la preuve, et annonce qu'il refuse de jouer contre lui ou toute autre personne ayant triché à plusieurs reprises par le passé,,.

### Bannissement de Hans Niemann de Chess.com
Le 9 septembre 2022, le site web Chess.com publie des explications sur le nouveau blocage du compte de Niemann et l'annulation de son invitation au tournoi en ligne Global Championship 2022,.

## Enquêtes

### FIDE
Le 29 septembre, la FIDE annonce dans un communiqué qu'elle a officiellement lancé une enquête sur cette affaire. La commission du fair-play de la FIDE en chargera trois de ses douze membres (Salomeja Zaksaite, Vinzent Geeraets et Klaus Deventer), qui pourront consulter des experts externes,.

### Experts indépendants
Kenneth Regan, un expert indépendant dans le domaine de la détection de la triche aux échecs, déclare en octobre 2022 qu'après avoir fait une analyse statistique des parties sur échiquier de Niemann, incluant la partie de la Sinquefield Cup contre Carlsen, il n'a trouvé aucune preuve de triche de la part de Niemann après 2020, alors qu'il en a trouvé le suggérant pour des parties de 2015, 2017 et 2020,.

### Chess.com
Le 4 octobre 2022, le site Chess.com publie un rapport de 72 pages (le Hans Niemann Report) contredisant l'aveu de Niemann de n'avoir triché en ligne qu'à 12 et 16 ans. Selon les résultats de cette analyse, Niemann aurait « vraisemblablement triché » dans plus de 100 parties en ligne sur le site Chess.com, jusqu'en 2020, à l'âge de 17 ans.

## Dépôt de plainte de Niemann
Le 20 octobre 2022, Niemann porte plainte devant un tribunal fédéral du Missouri contre Carlsen, Daniel Rensch (en) (directeur des échecs de Chess.com) et Hikaru Nakamura (en tant que streamer le plus influent parmi les partenaires de Chess.com), pour diffamation, tous les trois l'ayant accusé publiquement de tricherie : il réclame notamment cent millions de dollars de dommages et intérêts,,. Niemann poste sa plainte en ligne via Twitter, en PDF.
Fin juin 2023, le tribunal du Missouri rejette les plaintes de Hans Niemann.

## Accord final
En août 2023, dans un communiqué commun, Chess.com, Magnus Carlsen et Hans Niemann annoncent qu'un accord commun a été trouvé. Selon cet accord, il n'y aura pas d'autre action judiciaire dans cette affaire. Hans Niemann retrouve le droit de jouer sur la plateforme Chess.com et Magnus Carlsen affirme qu'il jouera contre Niemann s'ils devaient s'affronter dans un tournoi. Chess.com réaffirme que Niemann a triché sur sa plateforme mais aussi confirme n'avoir aucune preuve de tricherie de Niemann lors de sa partie contre Carlsen lors de la coupe Sinquefield,.

## Conséquences collatérales

### Aveux de tricherie
Le 6 octobre 2022, le président de la Fédération norvégienne des échecs (en), Joachim Birger Nilsen, admet avoir triché en ligne pendant la première PRO Chess League jouée sur Chess.com en 2017. Le lendemain, il démissionne de son poste de président.

### Accusations de tricherie
Le 10 octobre 2022, un ancien président de la Fédération suédoise d'échecs, Carl Fredrik Johansson répond aux accusations de tricherie le concernant, après qu'une enquête de la fédération suédoise a été menée sur sa série de 43 défaites d'affilée sur Chess.com.
Le 10 octobre 2022, le GMI Maxim Dlugy répond aux accusations de complicité de tricherie insinuées selon lui par Carlsen à son sujet et reprises par d'autres commentateurs, en tant que « mentor de Hans Niemann ».